# Liparis sparsiflora
Liparis sparsiflora är en orkidéart som beskrevs av Leonid Vladimirovitj Averjanov. Liparis sparsiflora ingår i släktet gulyxnen, och familjen orkidéer. Inga underarter finns listade i Catalogue of Life.